# برندون تی. اسنایدر
برندون تی. اسنایدر (انگلیسی: Brandon T. Snider؛ زادهٔ) بازیگر و نویسنده طنز اهل ایالات متحده آمریکا است.
از فیلم‌ها یا مجموعه‌های تلویزیونی که وی در آن‌ها نقش داشته است، می‌توان به  آخر شب با کونان اوبراین و خودمانی با ایمی شومر اشاره نمود.